# Solenzara
Die Solenzara ist ein kleiner Fluss im Süden der französischen Insel Korsika, dessen Unterlauf die Grenze zwischen dem Département Corse-du-Sud und dem Département Haute-Corse bildet und beim gleichnamigen Küstenort der Gemeinde Sari-Solenzara an der Gemeindegrenze zu Solaro in das Tyrrhenische Meer mündet.

## Verlauf
Der rund 22 km lange Fluss entwässert ein knapp 100 km2 großes Gebiet, vornehmlich zerklüftete und überwiegend bewaldete Bergregionen, insbesondere des Regionalen Naturparks Korsika. Während der rund 10 km lange Unterlauf „Solenzara“ genannt wird, tragen die Abschnitte des Oberlaufs auch verschiedene andere Namen. Südöstlich der Spitzen des Bavella-Massivs und nördlich des Bergpasses Col de Bavella (1218 m) entspringt die Solenzara in etwa 1120 m Höhe zunächst als der Ruisseau de Bavella, im Gebiet der Gemeinde Quenza gelegen. Dem schließen sich in Schluchten mit ebenfalls starkem Gefälle – sowie kleinen Wasserfällen,  Gumpen und Verblockungen – die Abschnitte des Ruisseau du Renaju (ab rund 800 m Höhe) und des Ruisseau de la Vacca (ab rund 400 m Höhe) an, der etwa 1 km oberhalb einer Straßenbrücke (der D 268) die Départementsgrenze erreicht. Ab dort (etwa 130 m Höhe) bildet die Solenzara den Grenzfluss bis zu ihrer Mündung an der Ostküste Korsikas in das Mittelmeer.

## Orte am Fluss
- Küstenort Solenzara, zur Gemeinde Sari-Solenzara gehörig

## Sehenswürdigkeiten
- Wasserfälle am kleinen Nebenflüsschen Purcaraccia

## Tourismus
Die Solenzara kann mit Kajaks befahren werden und zählt zu den schönsten Wildwasserflüssen Korsikas.